# Viorel Năstase
Viorel Năstase (Bucarest, 7 ottobre 1953) è un ex calciatore rumeno, di ruolo attaccante.

## Carriera

### Club

Năstase al nella stagione 1981-1982

Esordisce nella massima divisione nella stagione 1970-1971 con la maglia del Progresul Bucarest, passando nell'annata seguente ai concittadini della Steaua. Qui si mette subito in luce segnando i 3 gol che permettono ai rumeni di eliminare il Barcellona della Coppa delle Coppe 1971-1972, quello della vittoria 1-0 al Nou Camp e la doppietta nel 2-1 del ritorno. Con il club della capitale vince 2 scudetti ed altrettante Coppe, segnando 77 gol in campionato.
Rimane in Romania fino al 1979, quando, in occasione della gara esterna contro lo Young Boys valida per la Coppa delle Coppe 1979-1980, riesce a fuggire dal regime di Nicolae Ceaușescu. Dopo un anno di pausa forzata si accasa al Monaco 1860, che milita in Bundesliga, e qui ha per compagno di reparto il giovane Rudi Völler. Sebbene Năstase raccolga delle soddisfazioni a livello personale (realizza infatti 15 gol in campionato e 5 in Coppa di Germania, tutti nella larga vittoria contro il Pirmasens), il club non riesce ad evitare la retrocessione.
Le sue prestazioni attirano però le attenzioni del Catanzaro, che ha appena visto partire a malincuore il proprio beniamino, Massimo Palanca. Nell'estate del 1981 la società decide così di acquistare per 400 milioni di lire il romeno, che nel precampionato non delude le aspettative. Segna invece il primo gol in Serie A alla sesta giornata, in occasione del pareggio esterno contro il Como, tuttavia subisce nello stesso incontro un infortunio alla tibia dovuto anche al mancato utilizzo dei parastinchi. Durante il lungo periodo di riabilitazione Năstase tiene però un comportamento "poco professionale", come già aveva fatto l'anno precedente in Germania Ovest: si narra di una notte in cui viene sorpreso ubriaco in una discoteca dall'insospettito allenatore Bruno Pace, al quale offre incurante da bere. Nel frattempo però il giovane Edi Bivi sta segnando con regolarità (alla fine realizza 13 gol, ed è secondo solo a Roberto Pruzzo nella classifica marcatori), così, quando rientra, il romeno viene generalmente relegato in panchina. La squadra conquista comunque la salvezza, e l'attaccante rimane in Calabria anche nella stagione successiva; segna un altro gol (contro l'Avellino), ma stavolta il club retrocede.
Nonostante tutto Năstase viene confermato anche l'anno seguente in B: realizza il suo terzo gol per il club, ma lascia unilateralmente Catanzaro nel corso della stagione, facendo poi perdere le proprie tracce. In seguito gioca alcune partire a Salisburgo, dove termina la carriera nel 1985.

### Nazionale
Indossa la maglia della Romania per due volte, nel 1971 e nel 1976.

## Statistiche

### Cronologia presenze e reti in nazionale
| Cronologia completa delle presenze e delle reti in nazionale ― Romania | Cronologia completa delle presenze e delle reti in nazionale ― Romania | Cronologia completa delle presenze e delle reti in nazionale ― Romania | Cronologia completa delle presenze e delle reti in nazionale ― Romania | Cronologia completa delle presenze e delle reti in nazionale ― Romania | Cronologia completa delle presenze e delle reti in nazionale ― Romania | Cronologia completa delle presenze e delle reti in nazionale ― Romania | Cronologia completa delle presenze e delle reti in nazionale ― Romania |
| Data                                                                   | Città                                                                  | In casa                                                                | Risultato                                                              | Ospiti                                                                 | Competizione                                                           | Reti                                                                   | Note                                                                   |
| ---------------------------------------------------------------------- | ---------------------------------------------------------------------- | ---------------------------------------------------------------------- | ---------------------------------------------------------------------- | ---------------------------------------------------------------------- | ---------------------------------------------------------------------- | ---------------------------------------------------------------------- | ---------------------------------------------------------------------- |
| 18-4-1971                                                              | Bucarest                                                               | Romania                                                                | 2 – 1                                                                  | Albania                                                                | Qual. Olimpiadi 1972                                                   | -                                                                      | 63’                                                                    |
| 12-5-1976                                                              | Veliko Tărnovo                                                         | Bulgaria                                                               | 1 – 0                                                                  | Romania                                                                | Amichevole                                                             | -                                                                      |                                                                        |
| Totale                                                                 |                                                                        | Presenze                                                               | 2                                                                      |                                                                        | Reti                                                                   | 0                                                                      |                                                                        |

## Palmarès

### Club
- Campionato rumeno: 2

Steaua Bucarest: 1975-1976, 1977-1978
- Coppa di Romania: 2

Steaua Bucarest: 1975-1976, 1978-1979